# بخش مرکزی شهرستان ابوموسی
بخش مرکزی، یکی از بخش‌های شهرستان ابوموسی در استان هرمزگان ایران است. مرکز این بخش، شهر ابوموسی است.

## تقسیمات کشوری
- بخش مرکزی شهرستان ابوموسی
  - دهستان سیری

شهر: ابوموسی

## جمعیت
بر پایه سرشماری عمومی نفوس و مسکن در سال ۱۳۹۵، جمعیت بخش مرکزی شهرستان ابوموسی برابر با ۶٬۲۵۴ نفر بوده‌است.